# Criț
Criț (deutsch Deutsch-Kreuz, ungarisch Szászkeresztúr) ist eine Ortschaft in der Region Siebenbürgen in Rumänien.

## Lage

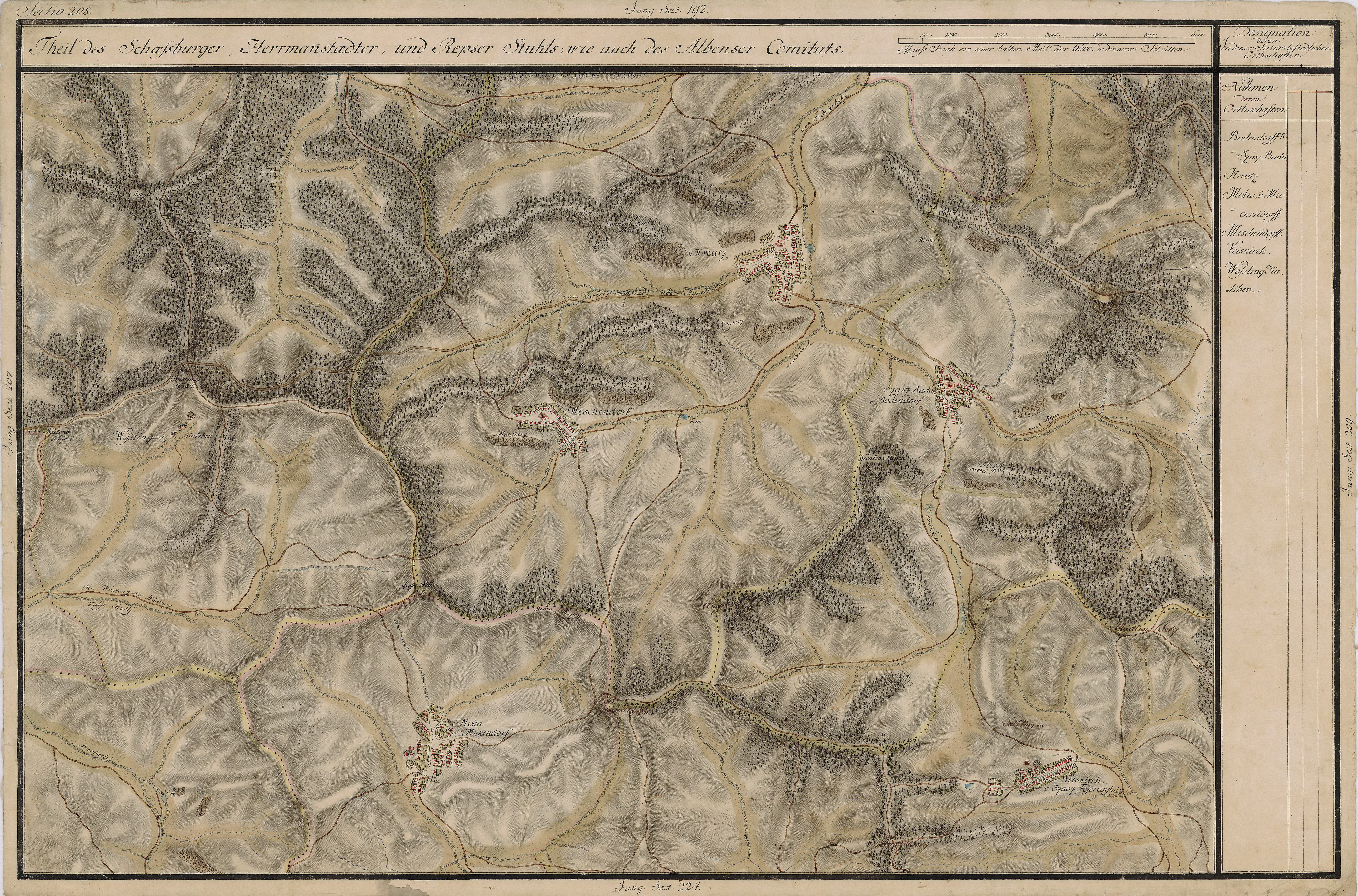
Deutsch-Kreuz (Kreutz) in der Josephinischen Landaufnahme von 1769 bis 1773.

Criț liegt nahe der Stadt Rupea (Reps) im Kreis Brașov zwischen den beiden wirtschaftlich und touristisch bedeutenden Zentren Sighișoara (Schäßburg) und Brașov (Kronstadt). Das Dorf gehört heute verwaltungsmäßig – so wie auch Viscri (Deutsch-Weißkirch), Meșendorf (Meschendorf) und Roadeș (Radeln) – zu Bunești (Bodendorf).

## Geschichte
Deutsch-Kreuz gehörte im Mittelalter gemeinsam mit neun weiteren siebenbürgisch-sächsischen Gemeinden zur Grundherrschaft der Abtei von Kerz.
Die Siebenbürger Sachsen stellten über Jahrhunderte die Mehrheit in dem Dorf. Noch 1977 waren 409 von 729 Einwohnern Deutsche.
Schon während der Zeit des Sozialismus, besonders aber nach der politischen Wende von 1989 in Rumänien wanderte der Großteil der deutschsprachigen Bevölkerung nach Deutschland aus. Dort existiert seit 1981 eine Heimatortsgemeinschaft (HOG) für Spätaussiedler aus Deutsch-Kreuz.

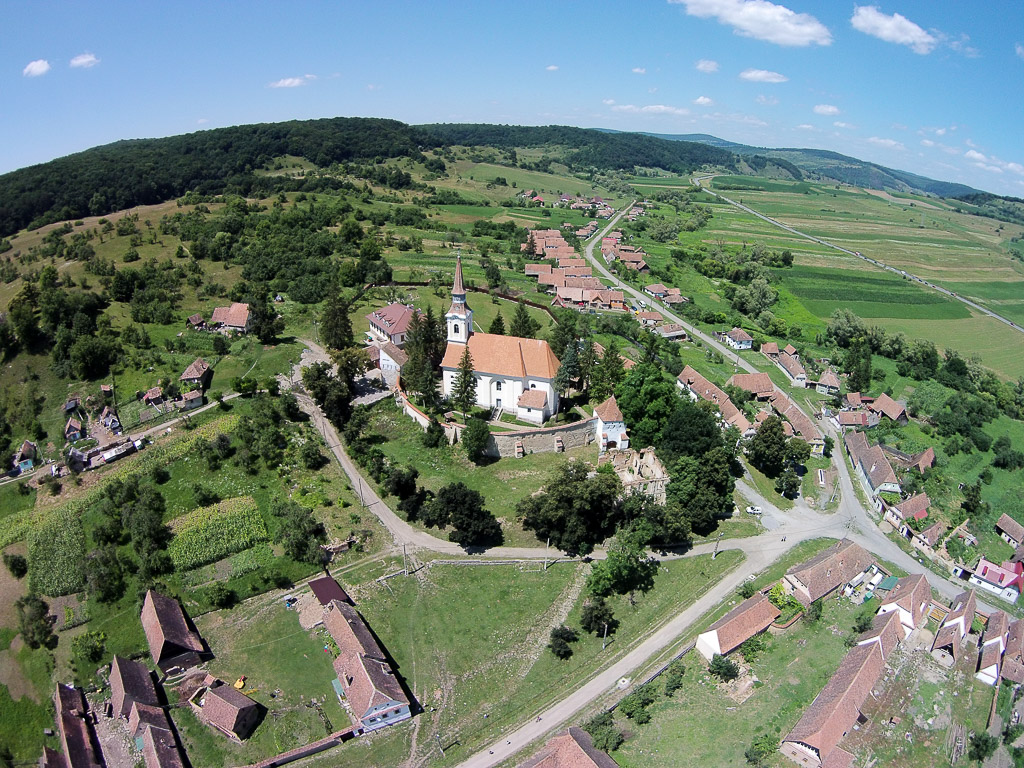
Blick auf Criț

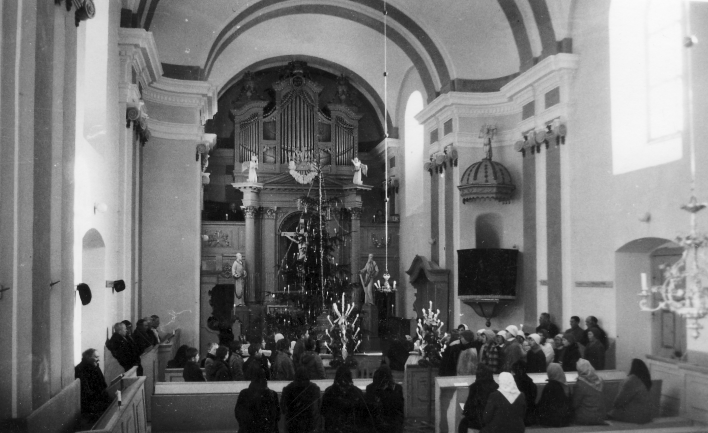
Dorfkirche zu Weihnachten 1979

## Gegenwart
2002 lebten in Criț 657 Menschen. Davon waren 489 Rumänen, 120 Roma, 35 Ungarn, 13 Rumäniendeutsche und ein Angehöriger anderer Nationalität.

## Persönlichkeiten
- Johann Sartorius jun. (1712–1787), lutherischer Pfarrer in Deutsch-Kreuz, Kirchenmusiker und Komponist